# La Paz (Leyte)
La Paz è una municipalità di quinta classe delle Filippine, situata nella Provincia di Leyte, nella Regione di Visayas Orientale.
La Paz è formata da 35 baranggay:
- Bagacay East
- Bagacay West
- Bongtod
- Bocawon
- Buracan
- Caabangan
- Cacao
- Cagngaran
- Calabnian
- Calaghusan
- Caltayan
- Canbañez
- Cogon
- Duyog
- Gimenarat East
- Gimenarat West
- Limba
- Lubi-lubi

- Luneta
- Mag-aso
- Moroboro
- Pansud
- Pawa
- Piliway
- Poblacion District 1
- Poblacion District 2
- Poblacion District 3
- Poblacion District 4
- Quiong
- Rizal
- San Victoray
- Santa Ana
- Santa Elena
- Tabang
- Tarugan